# Grallaria andicolus
Grallaria andicolus là một loài chim trong họ Grallariidae.